# 爪哇黄花稔
爪哇黄花稔（学名：Sida javensis），为锦葵科黄花稔属下的一个植物种。